# Azzun
Azzun (àrab: عزّون, ʿAzzūn) és un municipi palestí de la governació de Qalqilya, a Cisjordània, situat 24 kilòmetres al sud de Tulkarem i 9 kilòmetres a l'est de Qalqilya. Segons l'Oficina Central Palestina d'Estadístiques, Azzun i les viles adjacents d'Islah i Izbat al-Tabib tenien una població de 9.738 habitants el 2016. La gran majoria són musulmans llevat d'una petita minoria de cristians.

## Història

### Època otomana
Just al nord del poble es van examinar 18 torres de pedra seca en 1873. La millor conservada tenia sis curses de peu i part del sostre. Els habitants van declarar que eren antigues torres de vinya.
Azzun va ser escenari de batalla durant la campanya de Napoleó Bonaparte a la Síria Otomana. Un poeta àrab, Ibrahim Touqan va ser citat dient: «per mitjà d'Azzun, com es va mullar [en] la sang dels francs [a la] vall mare».
Quan l'exèrcit francès va marxar cap a Palestina sota el comandament de Napoleó al febrer de 1799, es va enfrontar a una resistència poderosa i inesperada dels habitants de Jabal Nablus sota el comandament dels seus líders locals. Van atacar l'exèrcit francès mentre marxava cap a Acre, especialment a prop de la vall d'Azzun, participant en la batalla del Mont Tabor (1799). La participació dels habitants i líders locals de Nablus en la lluita contra Napoleó reflecteix un sentit territorial de resistència a un exèrcit estranger. Ihsan al-Nimr va escriure al respecte que "la veritat és que la moral [de Bonaparte] es va debilitar al voltant de Jabal Nablus, a la vall d'Azzun, Qaqun, and al-Marj … va dirigir-se a Acre amb decepció i sense determinació" (al-Nimr 1961, p. 223-224). Van lluitar per la seva pàtria i els seus interessos. El xeic Yussuf Jarrar va escriure un poema demanant als habitants, especialment a les famílies prominents de Jabal Nablus, que marxessin cap a Acre per lluitar contra els francesos. (Al-Nimr 1961, p. 210-211). En paraules de Doumani, el poeta exposa «la cohesió de la formació social d'aquest regne i el sentit compartit d'identitat entre els seus habitants davant el faccionalisme de múltiples centres territorials de poder ... L'aspecte més cridaner d'aquest poema és el que no diu. Cap vegada en els seus vint-i-sis versos esmenta el govern otomà, i molt menys la necessitat de protegir l'imperi o la glòria i l'honor de servir al sultà.» Pierre Jacotin nomenà la vila Hazoun al seu mapa en 1799 durant la mateixa campanya.
En 1852 l'erudit estatunidenc Edward Robinson visità la vila, i la va descriure dient que hi vivien 290 homes, tots musulmans llevat una família de cristians. En 1882 el Survey of Western Palestine del Fons per a l'Exploració de Palestina descriu Azzun com «una petita vila que baixa al costat de la colina, amb diversos pous i oliveres a cada costat».

### Època del Mandat Britànic
Segons el cens organitzat en 1922 per les autoritats del Mandat Britànic, Azzun tenia 700 habitants, 691 musulmans i 9 cristians, que augmentaren en el cens de Palestina de 1931 a 994 habitants; 980 musulmans i 14 cristians, en un total de 218 cases.

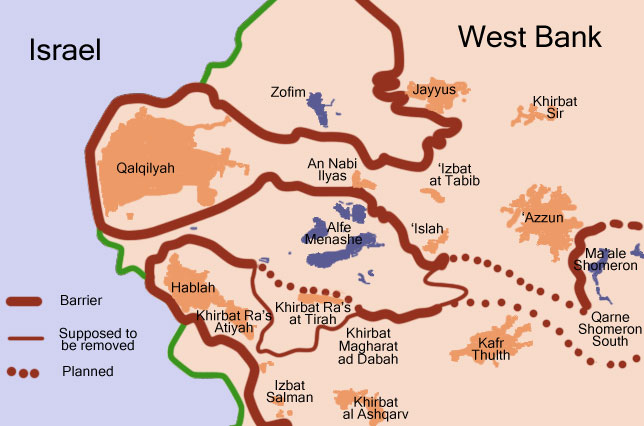
Mapa de la barrera de separació entre Qalqilya i els enclavaments de Hableh-Ras Atiya i el camí proposat al voltant d'Azzun.

En 1945 la població d'Azzun, junt amb Nabi Ilyas i Islah, era de 1.190: 1.170 musulmans i 20 cristians, que posseïen 23.496 dúnams de terra segons un cens oficial de terra i població. D'aquests, 5.494 dúnams eren per plantacions i terra de erc, 1.420 eren usats per a cereals, mentre que 55 dúnams eren sòl edificat.

### Després de 1948
Després de la de la Guerra araboisraeliana de 1948, i després dels acords d'Armistici de 1949, Azzun va restar en mans de Jordània. Després de la Guerra dels Sis Dies el 1967, ha estat sota ocupació israeliana. En 1996 fou dotada d'un consell municipal per administrar els afers civils, compost de cinc membres nomenats pel govern palestí. El 2012 les viles d' Islah i Izbat al-Tabib foren incorporades al municipi d'Azzun per un decret del Ministeri Palestí de Govern Local.
En 2008 la taxa d'atur del municipi era del 19%. En 2012 havia augmentat dramàticament al 39%.